# ساموئل پطروسیان (نقاش)
ساموئل باردوغی پطروسیان (ارمنی: Սամվել Բարդուղի Պետրոսյան؛  ۱۰ اکتبر ۱۹۴۱ – ۱۹ اوت ۲۰۱۲) یک نقاش و کارشناس علوم پرورشی اهل ارمنستان بود. وی بین سال‌های - تا - میلادی فعالیت می‌کرد.

## زندگی‌نامه
وی در ۱۰ اکتبر ۱۹۴۱ در ایروان به دنیا آمد و از کالج دولتی هنرهای زیبای پانوس ترلمزیان و انستیتو دولتی هنری و نمایشی ایروان فارغ‌التحصیل شد. شوشان پتروسیان دختر و آلوارد پتروسیان خواهر می‌باشند وی همچنین برندهٔ جوایزی همچون چهره هنری شایسته جمهوری ارمنستان (۲۰۰۹) شده است. وی در ۱۹ اوت ۲۰۱۲ در سن ۷۰ سالگی در ایروان درگذشت.